# Distyliopsis lanata
Distyliopsis lanata är en trollhasselart som beskrevs av N.A.Brummitt och Utteridge. Distyliopsis lanata ingår i släktet Distyliopsis och familjen trollhasselfamiljen. Inga underarter finns listade i Catalogue of Life.